# Kevin Jonas
Paul Kevin Jonas II (født 5. november 1987) er en amerikansk musiker, som er medlem af Jonas Brothers, et pop rock-band han lavede med sine yngre brødre Joe og Nick.

## Karriere

### Sang
I starten af 2005, hørte Columbia Records' nye direktør, Steve Greenberg, på Nicks plade. Selvom Greenberg ikke kunne lide albummet, kunne han godt lide Nicks stemme.
Efter at have hørt sange, "Please Be Mine", skrevet og opført af alle brødrene, besluttede Daylight/Columbia Records at skrive kontrakt med alle tre, som en gruppe. Efter de skrev kontrakt med Columbia, overvejede brødrene at kalde deres gruppe "Sons of Jonas" ("Sønner af Jonas") før de besluttede sig for navnet "Jonas Brothers".
It’s About Time brødrenes første album, blev udgivet d. 8. august 2006. Ifølge bandets manager, var det kun en ”begrænset udgivelse” på lidt over 50.000 eksemplarer. Da Sony ikke var interesseret i at promovere bandet yderligere, overvejede Jonas Brothers at skifte selskab. Bandet blev til sidst droppet af Columbia Records i starten af 2007.
Efter at have været uden plade selskab i kort tid, skrev Jonas Brothers kontrakt med Hollywood Records i februar 2007. Omtrent samtidig, begyndte brødrene at være med i Baby Bottle Pops reklamer, hvor de synger jinglen. Den yngste bror Frankie, også er med.  Deres andet album, opkald efter bandet, Jonas Brothers, blev udgivet d. 7 august, 2007. Den nåede nummer 5 på Billboard Hot 200 hitliste, i løbet af dens første uge.
Jonas Brothers' tredje studiealbum,  A Little Bit Longer, blev udgivet i USA d. 12 august 2008.
D. 16. juni 2009 udgav Jonas Brothers deres fjerde album, Lines, Vines and Trying Times. 

### Skuespil
D. 17 august 2007, var Kevin, sammen med sine brødre, gæstestjerne i en episode af tv-serien Hannah Montana.  Episoden debuterede sammen med High School Musical 2 og et smugkig på Disney Channels nye serie Phineas og Ferb. Episoden brød ”basic cable”-rekorder, med en rekord på 10,7 millioner seere og blev ”basic cables” mest sete serie telecast nogensinde.
Kevin og hans brødre filmede en Disney Channel Original Movie kaldet Camp Rock, hvor de spillede et bandt ved navn "Connect Three". Kevin spiller rollen som "Jason", en guitarist. Filmen havde premiere d. 20. juni 2008 i USA på Disney Channel.

## Personlige liv
Kevin blev født i Teaneck, New Jersey, som søn af Denise, en forhenværende tegnesprogslærer og sanger, og Paul Kevin Jonas, en sangskriver, musiker og ordineret præst ved en ”Assemblies of God” en pinsekirke.
Kevin blev forlovet med Danielle Deleasa, en tidligere frisør fra New Jersey, d. 1 juli 2009. For at annoncere Kevin og Danielles forlovelse, sendte Kevins mor og far, følgende e-mail ud på bandets mailliste, og skrev den også på bandets hjemmeside og fanside:
| Citat | ”Vores hjerter er fyldt med glæde i dag og vi er glade over at dele med jer, at vores søn Kevin har spurgt Danielle Deleasa, om hun vil gifte sig med ham. Hendes svar var ja og det er sådan en velsignelse at hun vil slutte sig til vores familie. Kevin og Danielle har endnu ikke sat en dato for brylluppet. Familien er os meget kær, og vi håber vi har opdraget Kevin til at være en vidunderlig mand og ægtemand. Vær sød at slutte jer til os i vores families fest og lykønskning af Kevin og Danielle. Tak til alle for jeres støtte." | Citat |
|       | |       |

Kevin og Danielle blev gift den 19. december 2009 i New York på Oheka Castle. Gæstelisten bestod bl.a. af Demi Lovato og Nicole Anderson, der spiller Macy Misa i deres tv-serie: "Jonas".

## Filmografi
| Film            | Film                                      | Film        | Film                                                                 |
| År              | Film                                      | Rolle       | Noter                                                                |
| --------------- | ----------------------------------------- | ----------- | -------------------------------------------------------------------- |
| 2008            | Best of Both Worlds Concert               | Sig selv    | 3D Koncert film                                                      |
| 2008            | Camp Rock                                 | Jason       | Lavet til TV                                                         |
| 2009            | Jonas Brothers: The 3D Concert Experience | Himself     | 3D Koncert film                                                      |
| 2009            | Band in a Bus                             | Himself     | Reality DVD                                                          |
| 2009            | Nat på museet 2                           | Kerub       |                                                                      |
| 2010            | Camp Rock 2: The Final Jam                | Jason       | Premiere summer 2010                                                 |
| TV              |                                           |             |                                                                      |
| År              | Titel                                     | Rolle       | Noter                                                                |
| 2008            | Jonas Brothers: Living the Dream          | Sigselv     | Reality serie                                                        |
| 2009            | JONAS                                     | Kevin Lucas | Vises nu på Disney Channel i USA                                     |
| Gæsteoptrædener |                                           |             |                                                                      |
| År              | Titel                                     | Rolle       | Noter                                                                |
| 2007            | Hannah Montana                            | Sig selv    | "Me and Mr. Jonas and Mr. Jonas and Mr. Jonas" (Sæson 2, Episode 16) |
| 2008            | Disney Channel Games 2008                 | Sig selv    | Tredje udgave                                                        |
| 2008            | Studio DC: Almost Live                    | Sig selv    | Andet show                                                           |
| 2008            | Extreme Makeover: Home Edition            | Sig selv    | "The Akers Family" (Sæson 6, Episode 2)                              |
| 2008            | Disney Channel's Totally New Year 2008    | Sig selv    | Disney Channel special New Years event                               |
| 2009            | Saturday Night Live                       | Sig selv    | February 14th, 2009 episode                                          |

## Diskografi
| Diskografi | Diskografi                               | Diskografi         | Diskografi        | Diskografi                                                                             |
| År         | Titel                                    | Salg (USA)         | Pladeselskab      | Note                                                                                   |
| ---------- | ---------------------------------------- | ------------------ | ----------------- | -------------------------------------------------------------------------------------- |
| 2006       | It’s About Time                          | 8. august, 2006    | Columbia Records  | Kevin synger solo på sangen Mandy                                                      |
| 2007       | Jonas Brothers                           | 7. august, 2007    | Hollywood Records |                                                                                        |
| 2008       | ’’Camp Rock’’                            | 17. Juli, 2008     | Hollywood Records |                                                                                        |
| 2008       | A Little Bit Longer                      | 12. august, 2008   | Hollywood Records | Albummet er opkaldt efter sangen ”A Little Bit Longer”, som Nick skrev om sin Diabetes |
| 2008       | ’’Don’t Forget’’                         | 23. September 2008 | Hollywood Records | Synger sammen med hans brødre, på Demis sang ”On The Line”                             |
| 2008       | ’’Infatuation’’                          |                    |                   | Single                                                                                 |
| 2008       | ’’Disney Channel Christmas’’             |                    | Hollywood Records | Spiller sangene ”Joyful” og ”Girl Of My Dreams”                                        |
| 2009       | ’’Radio Disney: Jams 11’’                |                    | Hollywood Records | ”Burnin’ Up”                                                                           |
| 2009       | ’’Disney Channel Playlist’’              |                    | Hollywood Records | ”Live To Party” (JONAS)                                                                |
| 2009       | ’’Musik from the 3D Concert Experience’’ |                    | Hollywood Records | Gæsteoptrædener fra Demi Lovato (This Is Me) og Taylor Swift (Should’ve Said No)       |
| 2009       | Lines, Vines and Trying Times            | 16. Juni, 2009     | Hollywood Records |                                                                                        |